# Oldsmobile Aurora
La Aurora è un'autovettura full-size prodotta dalla Oldsmobile dal 1994 al 2003 in due serie.
Era assemblata sul pianale G della General Motors, di derivazione Cadillac, che era utilizzato anche sull'ottava generazione della Buick Riviera due porte. La Aurora fu prodotta dal gennaio 1994 al marzo 2003 in 205.722 esemplari solamente in versione berlina sportiva quattro porte. Sostituì la Toronado coupé e la 98. Era un modello a trazione anteriore e con motore montato nell’avantreno.
La Aurora era posizionata al top della gamma Oldsmobile ed aveva montato un motore V8 con doppio albero a camme in testa per bancata e 32 valvole. La cilindrata era di 4 L. Dal 1999 al 2002, per la seconda serie, fu anche offerto un motore V6 da 3,5 L.
L'unica trasmissione offerta fu quella formata da un cambio automatico a quattro velocità, che possedeva una logica di cambiata orientata alle alte prestazioni.

## Il contesto
Fin dagli anni ottanta la General Motors aveva l'intenzione di proporre un modello che desse nuova linfa al marchio Oldsmobile, svecchiando in parte la gamma offerta. Così ebbe origine la Aurora, che si ispirava a diversi tratti stilistici già presenti nelle Toronado degli anni sessanta. Quando la Aurora fu lanciata sul mercato, la Oldsmobile aveva urgentemente di un nuovo modello che la rilanciasse, dato che le vendite del marchio crollarono da 1.066.122 esemplari del 1985 a 389.173 del 1992. Per distinguersi dalle altre Oldsmobile in vendita, sulla Aurora non erano presenti scritte o diciture riportanti il nome del marchio, ad eccetto che sulla sorgente audio (formata dal lettore CD e dal mangianastri) e sulla copertura superiore del motore. L'emblema applicato fu una “A” stilizzata, che prefigurò un'analoga ristilizzazione del razzo contenuto nel marchio Oldsmobile, avvenuto nel 1997.
La Oldsmobile cercò di sfruttare la buona impressione che diede il modello lanciando sul mercato delle vetture con un design che si ispirava a quello della Aurora. Questi modelli furono la mid-size Intrigue e la compact Alero, oltre alle ristilizzate 88, Silhouette, Cutlass, e Bravada. Il razzo stilizzato presente sul logo Oldsmobile fu ridisegnato in modo tale da risultare assai simile all'emblema presente sulla Aurora.

## Le origini
Il progetto che stava a monte della produzione della Aurora nacque alla fine degli anni ottanta e portò inizialmente ad una concept car, la Oldsmobile Tube Car. Oltre alla forma abbastanza simile, la Tube Car possedeva molti dettagli che furono più tardi trovati sulla Aurora, inclusi fanali posteriori che erano estesi a tutta la larghezza del veicolo, un parabrezza avvolgente e dei finestrini senza montante. La Tube Car era però una hardtop con portiere controvento.

## La prima serie
Dopo un lungo periodo di ricerca e sviluppo, la Aurora entrò in produzione il 24 gennaio 1994. Presentava un cospicuo numero di ritrovati tecnologici e particolari di lusso, inclusi un climatizzatore bi-zona, airbag lato conducente e passeggero, sedili rivestiti in pelle, inserti in vera radica di noce nell'abitacolo, un impianto audio installato sul cruscotto con lettore CD, mangianastri e sei altoparlanti, oltre che sedili anteriori regolabili elettricamente su otto posizioni, di cui due potevano essere memorizzate. Furono disponibili solamente alcuni optional, tra cui i sedili riscaldati, il tettuccio elettrico, un caricatore da 12 CD ed un pacchetto Autobahn.

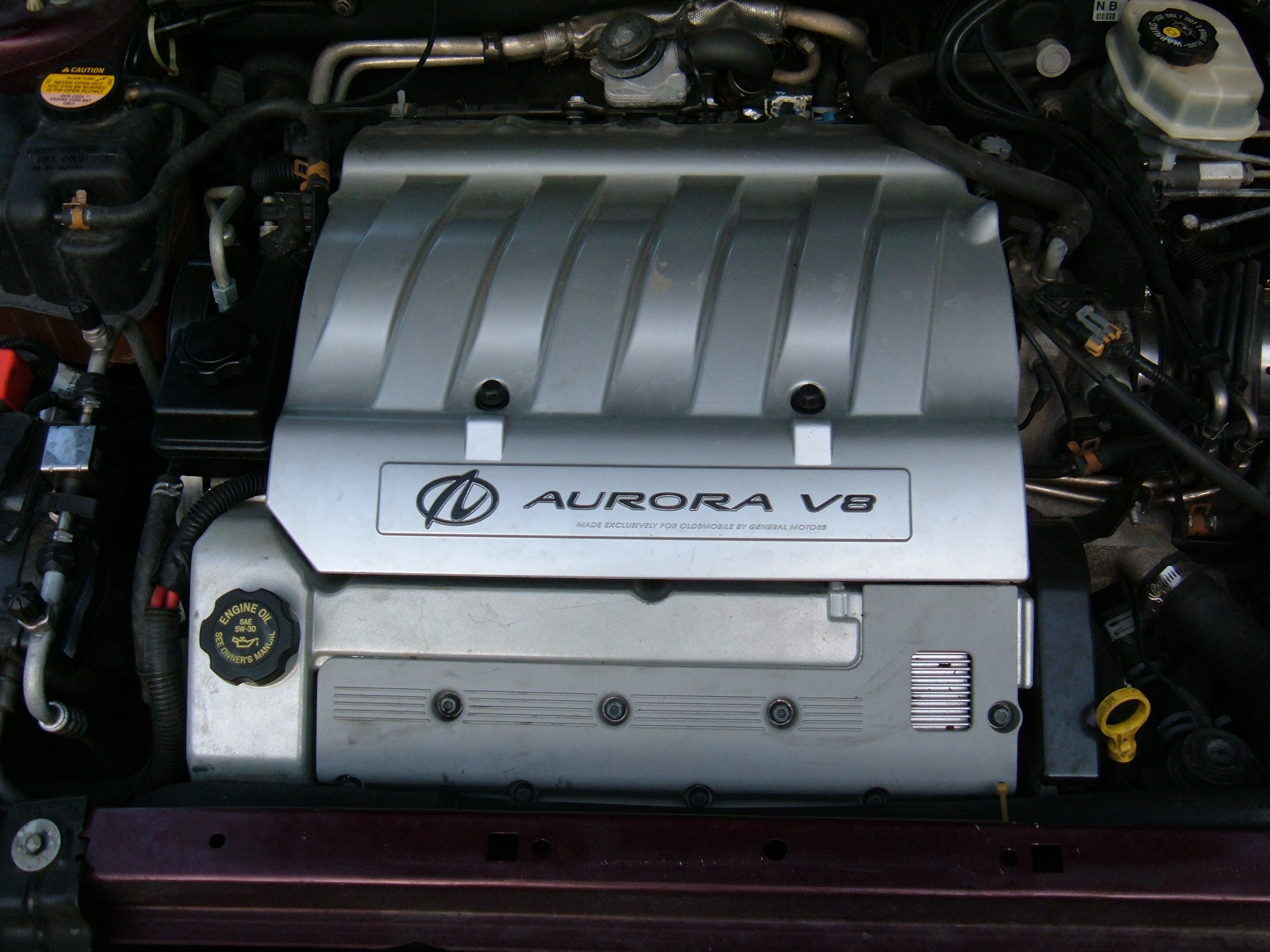
Il motore V8 L47

Il motore disponibile di serie era il cosiddetto L47, che era un V8 da 4 L di cilindrata con un doppio albero a camme in testa per bancata. Era basato su un analogo V8 da 4,6 L di derivazione Cadillac che era denominato Northstar. Il propulsore L47 ed il cambio automatico a quattro velocità 4T80-E, anch'esso montato sulla Aurora, erano un'esclusiva della Cadillac prima di venire montato sul modello. Il motore L47 erogava una potenza di 250 CV a 5.600 giri al minuto ed una coppia di 353 N•m a 4.400 giri al minuto. Una versione altamente modificata di questo motore, che sviluppava 650 CV, fu utilizzata dal reparto corse della General Motors nella Indy Racing League dal 1995 e nella Cadillac Northstar LMP nel 2000. La Aurora utilizzava una trasmissione automatica con modalità di cambiata normale o prestazionale, ed aveva una carrozzeria con un basso coefficiente di resistenza aerodinamica (0,32).
All'epoca la Aurora era ben considerata, soprattutto per il raffinato motore, l'eccellente tecnica costruttiva e per il fatto di essere telaisticamente ben bilanciata. Infatti, durante il crash test eseguito dal costruttore per valutare la rigidità del corpo vettura, la scocca della Aurora riuscì a danneggiare l'apparecchiatura della General Motors che eseguiva la prova. Il dispositivo guastato fu quindi sostituito da un misuratore di rigidità della scocca che veniva utilizzato per i telai dei grossi camion statunitensi, ed il risultato fu che il modello superò gli standard federali di ben due volte.
Per il primo anno le vendite furono consistenti, con circa 45.000 esemplari costruiti, ma in seguito calarono parecchio. Già nel 1996, molti potenziali clienti furono scoraggiati all'acquisto a causa del prezzo elevato. Tutte le Aurora prima serie furono prodotte a Lake Orion, nel Michigan insieme alle Buick LeSabre, Buick Park Avenue, Buick Riviera, Oldsmobile 88, Oldsmobile 98 e la Pontiac Bonneville. La produzione della prima serie terminò il 25 giugno 1999.

## La seconda serie
Le intenzioni originali della Oldsmobile per la seconda serie furono quelle di spostare la Aurora verso una posizione di più alto prestigio, mantenendo però il motore V8, la meccanica e il pianale G, quest'ultimo montato anche sulla Buick Riviera come per la generazione precedente. Ciò avrebbe creato tuttavia un vuoto nella gamma Oldsmobile tra l'Aurora e il modello erede della 88 a quattro porte, noto come Antares e non ancora commercializzato. La Buick però ritirò dal mercato la Riviera e la Oldsmobile ebbe guai finanziari, cosicché quest'ultima fu obbligata a riprogettare la Antares, che rimase ad uno stato di concept car, facendo confluire lo studio nella nuova serie della Aurora. Questa nuova generazione era ancora montata sul pianale G della General Motors ed aveva installato il motore V8 Northstar, oltre alla trasmissione automatica 4T80-E, tutti già presenti sulla serie precedente.
La Oldsmobile offrì anche un motore V6. Questo propulsore era noto con la sigla LX5, ed era la versione ridotta del motore V8 con doppio albero a camme in testa, conosciuto con il nome Shortstar. Questo V6 fu prodotto dal 1999 alla metà del 2002.
Questa serie della Aurora, sebbene fosse una berlina di lusso relativamente competitiva, non attrasse le attenzioni della clientela, e le vendite non arrivarono al livello della generazione precedente. I motivi dell'insuccesso furono molti, ma il più importante fu che il lancio della nuova serie della Aurora e quello, ad esempio, della Bravada, furono quasi contemporanei all'annuncio della General Motors del dicembre del 2000, in cui veniva comunicato che il marchio Oldsmobile sarebbe stato estinto negli anni successivi.
Benché conservasse ancora un suo stile peculiare, la nuova serie della Aurora ora condivideva con le altre Oldsmobile alcune caratteristiche; inoltre, aveva parti in comune con altri veicoli General Motors. Da ciò conseguì che la nuova Aurora perse il carattere distintivo, rispetto alle altre Oldsmobile, che invece contrassegnò la serie precedente. La seconda serie della Aurora fu inoltre più corta di 152,4 mm della prima generazione. Sulla rivista Automobile Magazine fu scritto che il nuovo aspetto della Aurora non era “sensuale ed elegante come quello della serie precedente” ma, d'altro canto, il periodico The Auto Channel riportò invece l'opposto, cioè che la seconda generazione era meglio della prima sotto ogni aspetto.
La seconda serie della Aurora entrò in produzione il 1º novembre 1999 e fu commercializzata dal febbraio del 2000. L'ultimo esemplare di Aurora che era equipaggiato con il motore V6 uscì dalla catena di montaggio il 21 giugno 2002. La produzione della Aurora finì con un'edizione speciale di 500 esemplari. Queste ultime 500 vetture avevano erano verniciate con pittura metallizzata color ciliegia scuro e dei cerchioni cromati. Possedevano inoltre un adesivo che garantiva l'appartenenza dell'esemplare alla serie speciale. L'ultimo esemplare della Aurora fu uscì dagli stabilimenti di Lake Orion il 28 marzo 2003.

## Motorizzazioni
- 1999–2002 • LX5: 3,5 L di cilindrata, V6, 215 CV di potenza a 5600 giri al minuto, 317 N•m di coppia a 4400 giri al minuto[13]
- 1994–2003 • L47: 4,0 L, V8, 250 CV a 5600 giri al minuto, 353 N•m a 4400 giri al minuto[14]

## Esemplari prodotti
Gli esemplari prodotti di entrambe le serie della Aurora furono:
| 1995                 | 45.677  |
| 1996                 | 22.349  |
| 1997                 | 25.579  |
| 1998                 | 23.955  |
| 1999                 | 18.729  |
| 2000-2001            | 53.640  |
| 2002                 | 8.576   |
| 2003                 | 7.217   |
| Totale prima serie   | 136.289 |
| Totale seconda serie | 69.433  |
| Totale               | 205.722 |